# سیارک ۱۱۸۴۶
سیارک ۱۱۸۴۶ (به انگلیسی: 11846 Verminnen، نامگذاری:1987SE3) یازده هزار و هشتصد و چهل و ششمین سیارک کشف شده‌است که در ۲۱ سپتامبر ۱۹۸۷ کشف شد.
قدر مطلق سیارک برابر ۲۲٫۴ است.